# Сейлор Плутон
Сейлор Плутон (яп. セーラープルート сэ:ра: пуру:то) — один из основных персонажей японского сериала «Сейлор Мун». Её настоящее имя — Сэцуна Мэйо (яп. 冥王 せつな Мэйо: Сэцуна). Является студенткой колледжа, способна превращаться в одну из особых героинь серии — воина в матроске Сейлор Плутон.
Сейлор Плутон появляется в сюжете ещё второй сюжетной арки, но в своем обычном виде показывается лишь в третьей. Среди персонажей она уникальна тем, что её обязанностью является не позволять никому пройти через Дверь Пространства-Времени без разрешения. Она обладает одновременно и силами, связанными со временем и преисподней.

## Профиль
Сейлор Плутон появляется лишь ближе к концу сезона Sailor Moon R. Она воин, охраняющий врата времени и не позволяющий никому нарушить временное пространство. Так как она охраняет врата одна, часто страдает одиночеством. Впервые она появляется, связываясь с Малышкой через Луна-Пи. Сейлор Плутон ведет себя как защитница Малышки.
После событий второй сюжетной арки она покидает ворота, временно становясь человеком и присоединяется к остальным внешним воинам, а также поступает в университет и занимается физикой. Объяснение, каким образом она оказалась в современном мире, различаются в разных версиях: в манге она была перерождена Нео-королевой Серенити, после того как погибла во второй арке, тогда как в аниме Нео-королева просто разрешила ей покинуть свой пост. Даже в человеческой форме Сэцуна старше всех других воинов. Её личность описывается как холодная, отчужденная и в некоторой степени одинокая, хотя в отношении Малышки она демонстрирует теплоту и привязанность. После реинкарнации она становится не такой равнодушной, но все равно не сильно эмоциональной. Позже вместе с Мичиру и Харукой она заботится о Хотару.
В отличие от других воинов неизвестно, действительно ли она человек — она описывается как «богиня, вечно охраняющая портал времени и пространства».
Точно способности и знания Сейлор Плутон неизвестны, хотя считается, что она вполне может быть всезнающей. Это всезнание объясняется её способностью видеть сквозь врата времени.
Сейлор Плутон появляется в немногих сериях аниме. В отличие от Нептуна и Урана она выражает симпатию к внутренним воинам и помогает им при возможности. Во второй сюжетной арке она позволяет им пройти через ворота, хотя обычно это не разрешено.
В манге Сейлор Плутон во многом мрачнее и обладает дополнительными силами и сферами влияния. Изначально она определяется как «Хранительница Преисподней», у неё довольно темная кожа и чёрная форма. Также сообщается, что она дочь Хроноса, бога времени. Луна сообщает, что никто не знает о существовании Сейлор Плутон из-за её природы и что никто не видел её. Луна зовет её «одиноким воином», отмечая горечь в её глазах.

## Формы
| Форма                | Манга  | Аниме                                       |
| -------------------- | ------ | ------------------------------------------- |
| Сейлор Плутон        | Акт 18 | 75 серия                                    |
| Сэцуна Мэйо          | Акт 27 | 110 серия                                   |
| Вторая (Супер) форма | Акт 39 | 167 серия                                   |
| Принцесса Плутона    | Акт 41 | Pretty Guardian Sailor moon Eternal part 2" |
| Третья форма воина   | Акт 42 | Pretty Guardian Sailor moon Eternal part 2" |

Как персонаж с несколькими реинкарнациями, особыми силами, трансформациями и долгим временем жизни, растянутым между эрой Серебряного Тысячелетия и 30-м веком, по ходу серии Сэцуна получает разные формы и псевдонимы.

### Сейлор Плутон
Основная форма Сэцуны как воина. В этом виде она носит униформу черного и гранатового цветов. Изначально у неё совершенно отсутствуют рукава и присутствует медальон на колье. Также она может останавливать время, но это она делает лишь, когда Сейлор Воинам действительно угрожает опасность. Становясь сильнее, Сейлор Плутон получает способности и в ключевые моменты её униформа меняется, чтобы это отразить. Первый раз это случается в 39 акте манги, когда она получает кристалл Плутона, или в 169 серии аниме. Костюм при этом становится похож на костюм Супер Сейлор Мун. Третья форма появляется только в манге в 43 акте. Она выглядит аналогично Вечной Сейлор Мун только без крыльев. Владеет одним из трёх талисманов — Гранатовым Шаром.

### Принцесса Плутона
Во времена Серебряного Тысячелетия Сейлор Плутон была принцессой своей родной планеты. Её обязанностью было вместе с принцессами Урана и Нептуна защищать Солнечную систему от внешних вторжений. Как принцесса она проживала в замке Харона, расположенном на одном из спутников Плутона. Её платье было черного цвета. В таком виде она появляется лишь в 41 акте манги и на сопровождающей серию продукции.

## Актрисы
В аниме-сериале и фильмах Сэйцуну Мэйо озвучивает Тиёко Кавасима. В Sailor Moon Crystal Сейцуну озвучивает Ай Маэда.
В мюзиклах роль Сэцуну исполняло восемь актрис: Мива Хосоки, Рэй Сайто, Юки Камия, Сэйко Накадзава, Тэруё Ватанабэ, Юко Хосака, Юкико Накаэ и Михо Ёкой. В шоу Usagi * Ai no Senshi e no Michi она появляется только как силуэт и её изображает Норико Камияма, игравшая в том мюзикле Сейлор Юпитер.
В английском дубляже с 2015 года по настоящее время Сейлор Плутон озвучивает Вероника Тейлор.